# Międzynarodowa Unia Łyżwiarska
Międzynarodowa Unia Łyżwiarska (ISU, skrót od ang. International Skating Union) – międzynarodowa organizacja pozarządowa, założona 23 lipca 1892 podczas kongresu w holenderskim Scheveningen, zrzeszająca 101 krajowych federacji łyżwiarskich, regulująca następujące dyscypliny sportu: łyżwiarstwo figurowe, łyżwiarstwo szybkie, łyżwiarstwo synchroniczne, short track (według stanu na 30 kwietnia 2022). 
W wielu państwach łyżwiarstwo figurowe i łyżwiarstwo szybkie są regulowane przez różne federacje, ale zarówno obie jak i jedna z nich może być członkiem ISU. Niektóre z nich zarządzają również innymi sportami zimowymi w swoich krajach, co również nie wyklucza członkostwa ISU. Członkami ISU na odrębnych zasadach są również niektóre kluby łyżwiarskie.
Siedziba ISU mieści się w Lozannie w Szwajcarii. Organizacja podzielona jest na „sekcje” w zależności od tego, której dyscypliny łyżwiarskiej dotyczy. ISU jest organizatorem zawodów międzynarodowych, ustala zasady oceniania, wymogi regulaminowe itd.

## Mistrzostwa ISU
- Łyżwiarstwo szybkie:
  - Mistrzostwa świata w łyżwiarstwie szybkim w wieloboju (od 1893 r.)
  - Mistrzostwa świata w łyżwiarstwie szybkim w wieloboju sprinterskim (od 1970 r.)
  - Mistrzostwa świata w łyżwiarstwie szybkim na dystansach (od 1996 r., w latach nieolimpijskich z wyjątkiem 1998 r.)
  - Mistrzostwa świata juniorów w łyżwiarstwie szybkim (od 1974 r.)
  - Mistrzostwa Europy w łyżwiarstwie szybkim w wieloboju (od 1893 r.)

- Short track:
  - Mistrzostwa świata w short tracku (od 1976 r.)
  - Drużynowe mistrzostwa świata w short tracku (1991–2011)
  - Mistrzostwa świata juniorów w short tracku (od 1994 r.)
  - Mistrzostwa Europy w short tracku (od 1997 r.)

- Łyżwiarstwo synchroniczne:
  - Mistrzostwa świata w łyżwiarstwie synchronicznym (od 2000 r.)
  - Mistrzostwa świata juniorów w łyżwiarstwie synchronicznym (od 2013 r.)

- Łyżwiarstwo figurowe:
  - Mistrzostwa świata w łyżwiarstwie figurowym (od 1896 r.)
  - Mistrzostwa świata juniorów w łyżwiarstwie figurowym (od 1976 r.)
  - Mistrzostwa Europy w łyżwiarstwie figurowym (od 1891 r.)
  - Mistrzostwa czterech kontynentów w łyżwiarstwie figurowym (od 1999 r.)

Zawody na zimowych igrzyskach olimpijskich, cykl zawodów Grand Prix w łyżwiarstwie figurowym, Grand Prix Juniorów w łyżwiarstwie figurowym, cykl Challenger Series nie są mistrzostwami ISU, ale wyniki z tych zawodów są uznawane w statystykach i rankingach ISU.

## Przewodniczący ISU
| Lp. | Przewodniczący    | Federacja        | Kadencja  | Uwagi                                                                                      |
| --- | ----------------- | ---------------- | --------- | ------------------------------------------------------------------------------------------ |
| 1.  | Pim Mulier        | Holandia         | 1892–1894 |                                                                                            |
| 2.  | Viktor Balck      | Szwecja          | 1895–1924 |                                                                                            |
| 3.  | Ulrich Salchow    | Szwecja          | 1925–1937 | łyżwiarz figurowy: mistrz olimpijski 1908, 10-krotny mistrz świata, 9-krotny mistrz Europy |
| 4.  | Gerrit van Laer   | Holandia         | 1937–1945 |                                                                                            |
| 5.  | Herbert Clarke    | Wielka Brytania  | 1946–1953 |                                                                                            |
| 6.  | James Koch        | Szwajcaria       | 1953–1967 |                                                                                            |
| 7.  | Ernst Labin       | Austria          | 1967–1967 |                                                                                            |
| 8.  | Jacques Favart    | Francja          | 1967–1980 |                                                                                            |
| 9.  | Olaf Poulsen      | Norwegia         | 1980–1994 |                                                                                            |
| 10. | Ottavio Cinquanta | Włochy           | 1994–2016 |                                                                                            |
| 11. | Jan Dijkema       | Holandia         | 2016–2022 |                                                                                            |
| 12. | Kim Jae-youl      | Korea Południowa | 2022–     |                                                                                            |

## Kontrowersje
Po skandalu w łyżwiarstwie figurowym na Zimowych Igrzyskach Olimpijskich 2002 w Salt Lake City dotyczącym zmowy sędziowskiej podczas oceniania konkurencji par sportowych część działaczy sekcji łyżwiarstwa figurowego postanowiła odejść z ISU i utworzyć Światową Federację Łyżwiarską (ang. World Skating Federation), jednak ostatecznie organizacja nie rozpoczęła własnej działalności, a działacze nie spełnili obietnicy o opuszczeniu ISU.

## Link zewnętrzny
- Oficjalna strona internetowa